# Bình Hòa, Chương Châu
Bình Hòa (tiếng Trung: 平和县, Hán Việt: Bình Hòa huyện) là một huyện của thành phố Chương Châu, tỉnh Phúc Kiến, Cộng hòa Nhân dân Trung Hoa. Huyện này có 10 trấn, 5 hương.